# Nogomet v Sloveniji
Nogomet v Sloveniji organizira Nogometna zveza Slovenije (NZS), ki skrbi za slovensko reprezentanco in klubska tekmovanja. NZS je od osamosvojitve Slovenije polnopravna članica Fife in Združenja evropskih nogometnih zvez (UEFA). Poleg Nogometne zveze Slovenije za organizacijo nogometnih tekmovanj na nižjih nivojih skrbijo tudi tako imenovane Medobčinske nogometne zveze, ki jih je skupaj 9. 

## Zgodovina
Nogomet se je na Slovensko razšriril z Dunaja in iz Prage kmalu po letu 1900, sprva med dijaki. V Ljubljani so leta 1910 ustanovili prvi nogometni klub, Hermes, v tem času pa sta bila ustanovljena tudi slovenska kluba v Trstu in Gorici. K zgodnjem razvoju je med drugimi občutneje prispeval Stanko Bloudek, ki je v Ljubljano prinesel opremo.
Prva krovna organizacija je bila ustanovljena leta 1920, takrat kot organizacijska enota Jugoslovanske nogometne zveze.

## Tekmovanja
| Nivo | Profesionalni nivo                  | Profesionalni nivo                  | Profesionalni nivo                  | Profesionalni nivo                  | Profesionalni nivo                  | Profesionalni nivo                  | Profesionalni nivo                  | Profesionalni nivo                  | Profesionalni nivo                  |
| ---- | ----------------------------------- | ----------------------------------- | ----------------------------------- | ----------------------------------- | ----------------------------------- | ----------------------------------- | ----------------------------------- | ----------------------------------- | ----------------------------------- |
| 1    | Prva Liga 1-2, izpadeta             | Prva Liga 1-2, izpadeta             | Prva Liga 1-2, izpadeta             | Prva Liga 1-2, izpadeta             | Prva Liga 1-2, izpadeta             | Prva Liga 1-2, izpadeta             | Prva Liga 1-2, izpadeta             | Prva Liga 1-2, izpadeta             | Prva Liga 1-2, izpadeta             |
|      | Polprofesionalni nivo               |                                     |                                     |                                     |                                     |                                     |                                     |                                     |                                     |
| 2    | 2. SNL 1-2, napredujeta, 2 izpadeta | 2. SNL 1-2, napredujeta, 2 izpadeta | 2. SNL 1-2, napredujeta, 2 izpadeta | 2. SNL 1-2, napredujeta, 2 izpadeta | 2. SNL 1-2, napredujeta, 2 izpadeta | 2. SNL 1-2, napredujeta, 2 izpadeta | 2. SNL 1-2, napredujeta, 2 izpadeta | 2. SNL 1-2, napredujeta, 2 izpadeta | 2. SNL 1-2, napredujeta, 2 izpadeta |
|      | Amaterski nivo                      |                                     |                                     |                                     |                                     |                                     |                                     |                                     |                                     |
| 3    | 3. SNL Zahod 1, napreduje           | 3. SNL Zahod 1, napreduje           | 3. SNL Zahod 1, napreduje           | 3. SNL Zahod 1, napreduje           | 3. SNL Vzhod 1, napreduje           | 3. SNL Vzhod 1, napreduje           | 3. SNL Vzhod 1, napreduje           | 3. SNL Vzhod 1, napreduje           | 3. SNL Vzhod 1, napreduje           |
|      | Medobčinske nogometne zveze (MNZ)   |                                     |                                     |                                     |                                     |                                     |                                     |                                     |                                     |
|      | MNZ Koper                           | MNZ Nova Gorica                     | MNZ Kranj                           | MNZ Ljubljana                       | MNZ Celje                           | MNZ Maribor                         | MNZ Ptuj                            | MNZ Murska Sobota                   | MNZ Lendava                         |
| 4    | Primorska nogometna liga            | Primorska nogometna liga            | Gorenjska nogometna liga            | Regionalna ljubljanska liga         | Medobčinska članska liga            | Golgeter premium liga               | Super liga Ptuj                     | Pomurska nogometna liga             | Pomurska nogometna liga             |
| 5    |                                     |                                     |                                     | MNZ liga                            |                                     | Habeco super liga                   | 1. razred                           | 1. MNL                              | MNL Lendava                         |

### Mladinske Lige, (U-19)
| Nivo | Ime tekmovanja                         | Ime tekmovanja                         | Ime tekmovanja                         | Ime tekmovanja                         | Ime tekmovanja                         | Ime tekmovanja                         | Ime tekmovanja                         | Ime tekmovanja                         | Ime tekmovanja                         |
| ---- | -------------------------------------- | -------------------------------------- | -------------------------------------- | -------------------------------------- | -------------------------------------- | -------------------------------------- | -------------------------------------- | -------------------------------------- | -------------------------------------- |
| 1    | 1. Slovensk mladinska liga EON NextGen | 1. Slovensk mladinska liga EON NextGen | 1. Slovensk mladinska liga EON NextGen | 1. Slovensk mladinska liga EON NextGen | 1. Slovensk mladinska liga EON NextGen | 1. Slovensk mladinska liga EON NextGen | 1. Slovensk mladinska liga EON NextGen | 1. Slovensk mladinska liga EON NextGen | 1. Slovensk mladinska liga EON NextGen |
| 2    | 2. Slovenska mladinska liga Zahod      | 2. Slovenska mladinska liga Zahod      | 2. Slovenska mladinska liga Zahod      | 2. Slovenska mladinska liga Zahod      | 2. Slovenska Mladinska liga Vzhod      | 2. Slovenska Mladinska liga Vzhod      | 2. Slovenska Mladinska liga Vzhod      | 2. Slovenska Mladinska liga Vzhod      | 2. Slovenska Mladinska liga Vzhod      |
|      | Medobčinske nogometne zveze            |                                        |                                        |                                        |                                        |                                        |                                        |                                        |                                        |
|      | MNZ Nova Gorica                        | MNZ Koper                              | MNZ Kranj                              | MNZ Ljubljana                          | MNZ Celje                              | MNZ Maribor                            | MNZ Ptuj                               | MNZ Murska Sobota                      | MNZ Lendava                            |
| 3    | Primorska mladinska liga               | Primorska mladinska liga               | GNL - mladinci                         | Mladinci 1. liga                       | Medobčinska mladinska liga             |                                        | Mladina MNZ Ptuj                       |                                        | Mladinska liga MNZ Lendava             |
| 4    |                                        |                                        |                                        | Mladinci 2. liga                       |                                        |                                        |                                        |                                        |                                        |

- Mladinski Pokal (nogometni)

### Ženske Lige
- Ženska nogometna liga Triglav

### Futsal (dvoranski nogomet)
- 1. Slovenska Futsal Liga
- 2. Slovenska Futsal Liga
- U19 SFL
- U17 SFL
- U15 SFL
- U13 SFL
- Ženska Futsal liga

### Pokali
- Pokal NZS
- Ženski pokal Pivovarne Union
- Futsal super pokal
- Ženski futsal pokal